# فكتور أسعد نجار
فكتور أسعد نجار (1914-2002) هو طبيب أطفال وعالم أحياء دقيقة لبناني أمريكي، اشتهر بسبب متلازمة كريغلر-نجار.
وُلد في 15 أبريل 1914 في بيروت، ودرس الطب في الجامعة الأميركية في بيروت وتخرج منها عام 1935، ثُم انتقل إلى الولايات المتحدة وبدأ التدريب في تخصص طب الأطفال في مستشفى جونز هوبكنز حتى أصبح من أعضاء الهيئة التدريسية في المستشفى في الفترة ما بين 1949-1957، ثُم عمل كأستاذ ورئيس قسم علم الأحياء المجهرية في مدرسة الطب في جامعة فاندربيلت.
في عام 1952 وَصف فكتور نجار وَجون فيلدينغ كريغلر متلازمة كريغلر-نجار.
في عام 1968 أصبح أستاذاً للبيولوجيا الجزيئية في قسم ماساتشوستس التابع لِجمعية السرطان الأمريكية، ورئيس قسم كيمياء البروتين في جامعة تفتس مدرسة الطب في بوسطن ماساتشوستس، كما عمل أستاذ باحث في علم الأحياء الجزيئي وَعلم الأحياء الدقيقة في جامعة تفتس في الفترة ما بين 1978-1984.
تُوفي في 30 نوفمبر 2002 في ناشفيل في تينيسي في الولايات المتحدة الأمريكية.

## حياته
درس فيكتور أسعد نجار الطب في الجامعة الأمريكية في بيروت، وتخرج منها في عام 1935. وبعد 3 سنوات، سافر إلى الولايات المتحدة الأمريكية وتلقى تدريباً فيما يخص طب الأطفال في مستشفى جونز هوبكنز في بالتيمور، حيث شغل منصب عضو هيئة التدريس كطبيب أطفال من عام 1949 حتى عام 1957. خلال السنوات العشر التالية، عمل كأستاذ ورئيس لقسم الأحياء الدقيقة في كلية الطب في جامعة فاندربيلت في ناشفيل في تينيسي. في عام 1968 أصبح أستاذاً للبيولوجيا الجزيئية في قسم ماساتشوستس لجمعية السرطان الأمريكية ورئيس قسم الكيمياء البروتينية في كلية الطب في جامعة بوسطن في ولاية ماساتشوستس. عمل نجار أيضاً كأستاذ لأبحاث البيولوجيا الجزيئية وعلم الأحياء المجهرية في كلية الطب في جامعة تافتس بين عامي 1978 و1984.
حصل على العديد من الجوائز وبراءات الاختراع الميدانية؛ مثل جائزة ميد جونسون في عام 1951، وجائزة الميدالية الذهبية، وجائزة فولبرايت هايز في عام 1976. كما أن نجار عضو في الجمعية الأمريكية للتحقيقات السريرية، والجمعية الأمريكية للكيمياء الحيوية، وجمعية أبحاث طب الأطفال، والجمعية الأمريكية لطب الأطفال، وجمعية ألفا أوميغا ألفا.

## المسيرة المهنية
عمل نجار في الجامعة الأمريكية في بيروت بين عامي 1935-1936؛ ومن ثم عمل في مستشفى كلية المعلمين للأطفال وعيادة طب الأطفال في بغداد في العراق بين عامي 1936 و1938. ثم انتقل إلى مستشفى جونز هوبكينز في بالتيمور بين عامي 1938 و1944، ومن ثم عمل كأستاذ مساعد ومدير قسم العيادات الخارجية في عام 1944.
أصبح زميل المجلس القومي للبحوث في جامعة واشنطن في سانت لويس بين عامي 1946و1948. ثم كأستاذ مشارك في كلية الطب في جامعة جونز هوبكينز في بالتيمور بين عامي 1949 و1957. ثم أصبح زميل المجلس القومي للبحوث في كامبريدج في إنجلترا بين عامي 1948 و1949.
بعد ذلك أصبح نجار أستاذ ورئيس قسم الأحياء الدقيقة بجامعة فاندربيلت في ناشفيل بين عامي 1957 و1968. ثم أصبح رئيس قسم الكيمياء البروتينية وأستاذ في البيولوجيا الجزيئية وطب الأطفال في جامعة تافتس وفي كلية الطب في جامعة بوسطن، منذ عام 1968.
أصبح عضو في مجلس مستشفى سانت جود في ممفيس بين عامي 1968 و1984. ومن ثم أصبح عضواً في مجلس إدارة مستشفى سانت جود لبحوث الأطفال بين عامي 1968 و1984.
أصبح عضو في الفريق العلمي المعني بالبلهارسيا، في منظمة الصحة العالمي في جنيف منذ عام 1982.